# Ван Вейк, Николас
Николас (Николай Васильевич) ван Вейк (нидерл. Nicolaas van Wijk; 4 октября 1880 года, Дельден — 25 марта 1941 года, Лейден) — голландский филолог-славист. Профессор Лейденского университета (1913). Работал в области истории славянской письменности и фонетики (история ударения в славянских языках), фонологии. Занимался также диалектологией славянских языков и вопросами диалектальных смешений.
Иностранный член-корреспондент Академии наук СССР c 14 января 1928 года.

## Биография
Родился 4 октября 1880 года в Дельдене в семье пастора. Большую часть детства провел в Зволле, где учился в школе. В 1898 году стал студентом Амстердамского университета по специальности «нидерландская литература». В 1903 году обучался в Московском университете с целью получения языковой практики.
В 1907 году занял должность библиотекаря в Королевской библиотеке, расположенной в Гааге.
Умер 25 марта 1941 года в Лейдене после непродолжительной болезни.